# Rajković
Rajković (em cirílico: Рајковић) é uma vila da Sérvia localizada no município de Mionica, pertencente ao distrito de Kolubara, na região de Kolubara Podgorina. A sua população era de 301 habitantes segundo o censo de 2011.

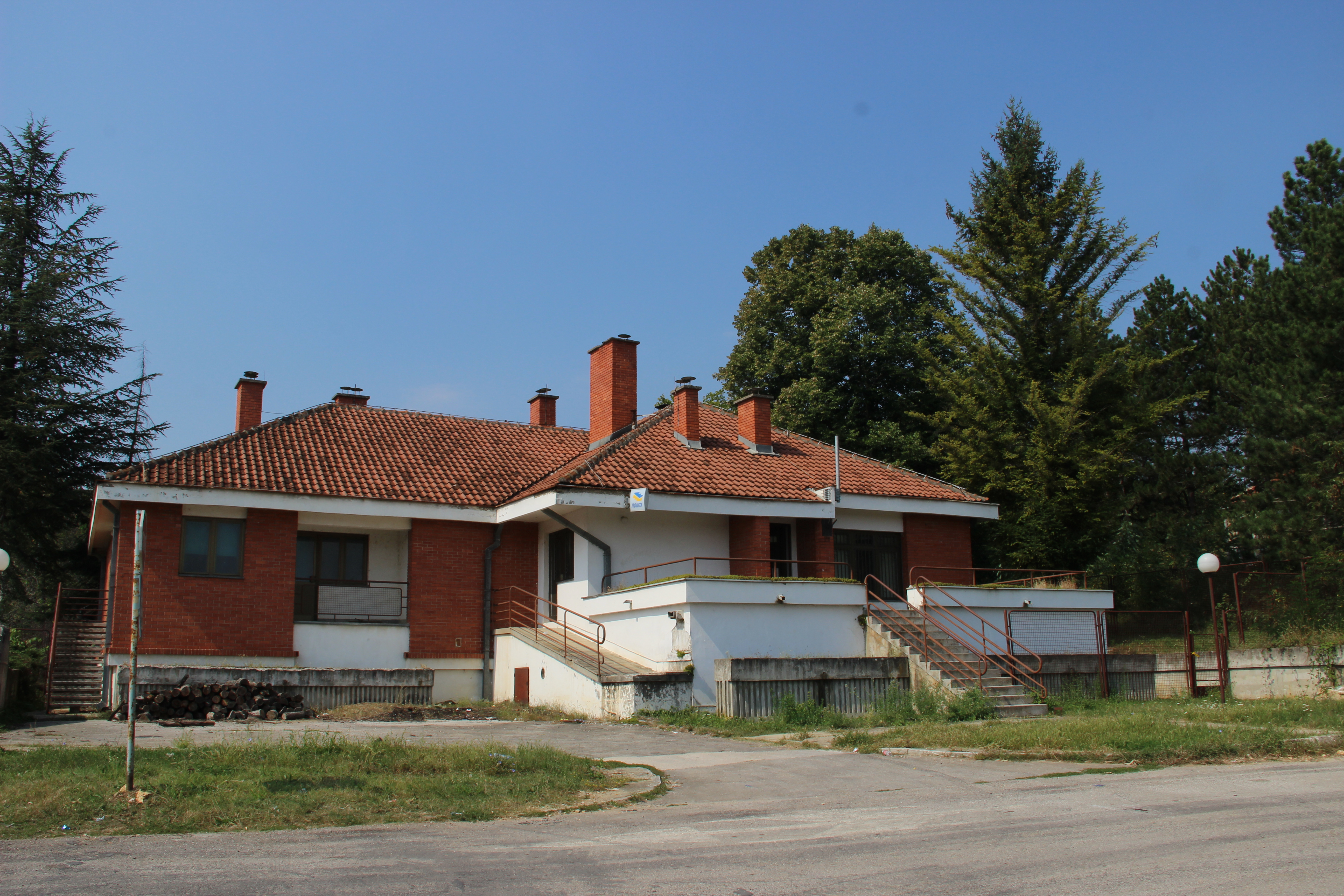
Rajkovic - panorama
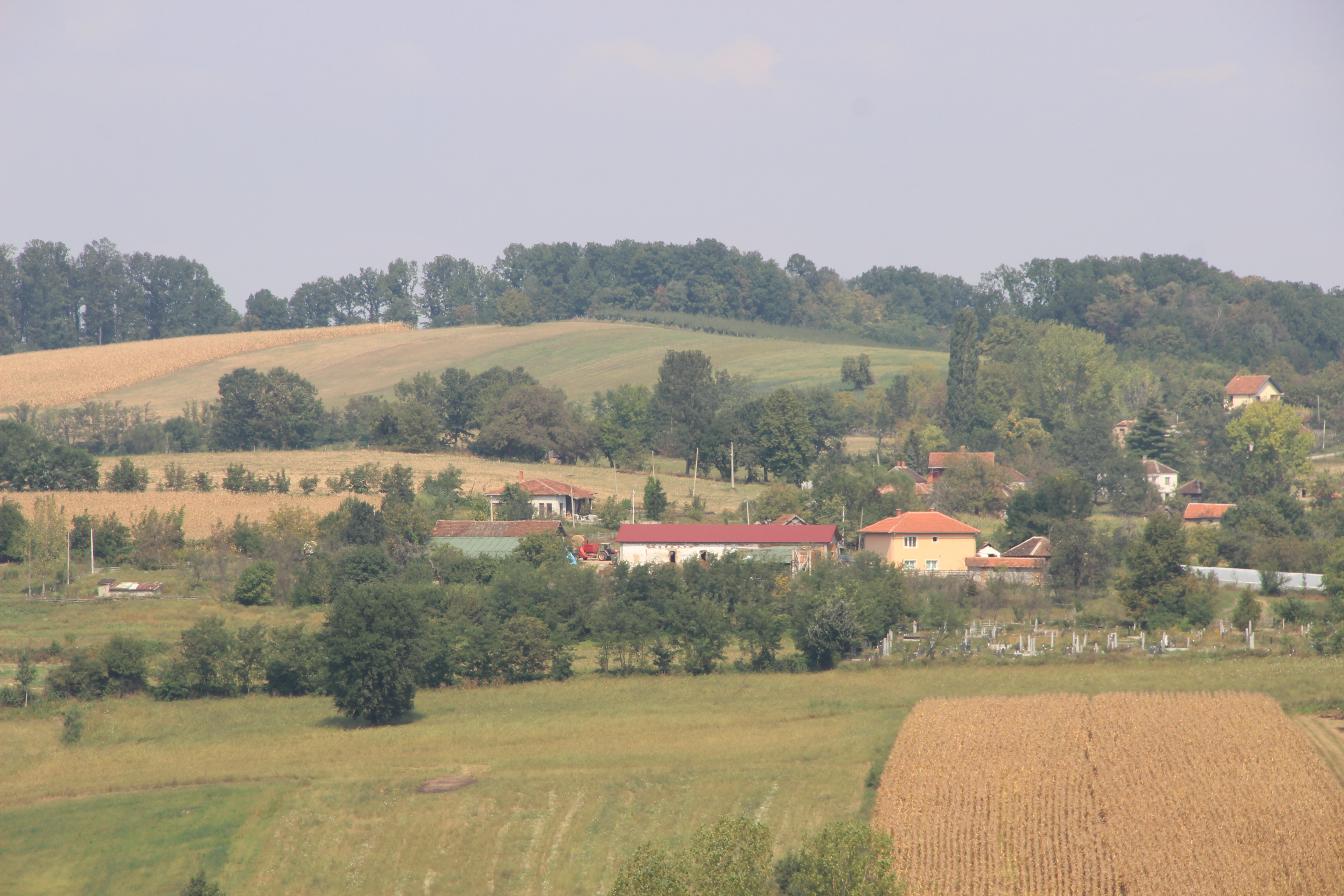
Rajkovic - panorama
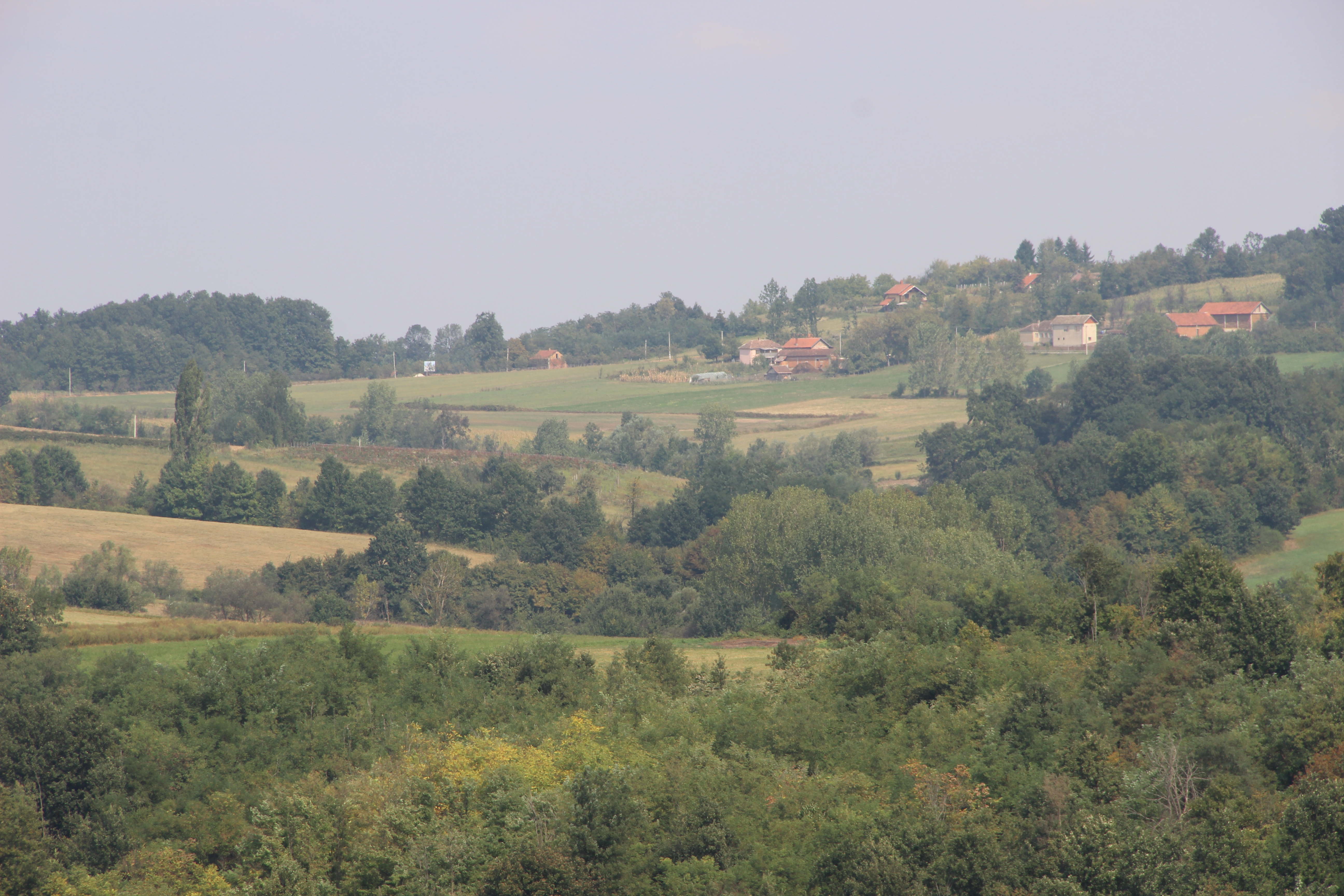
Rajkovic - panorama
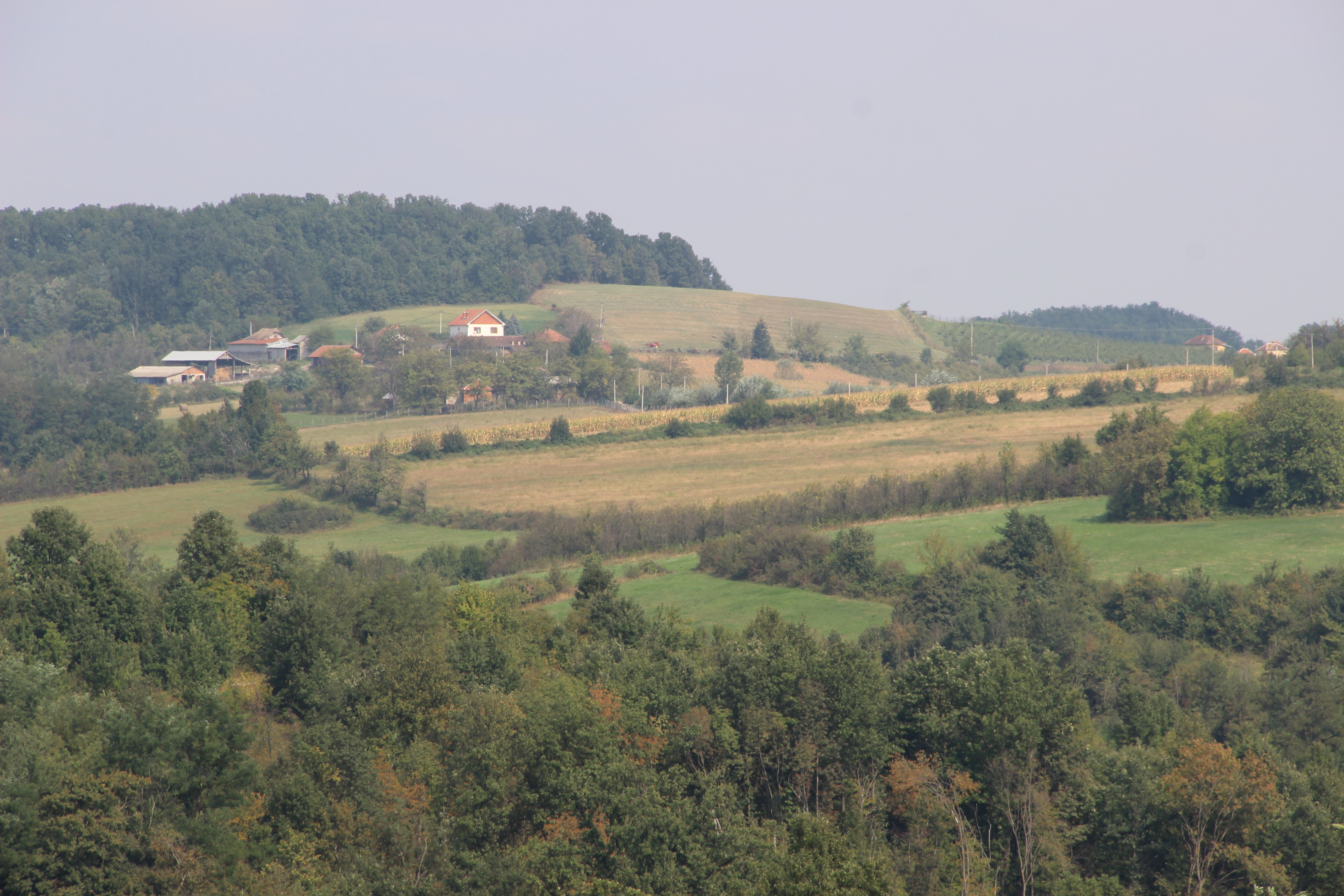
Rajkovic - panorama
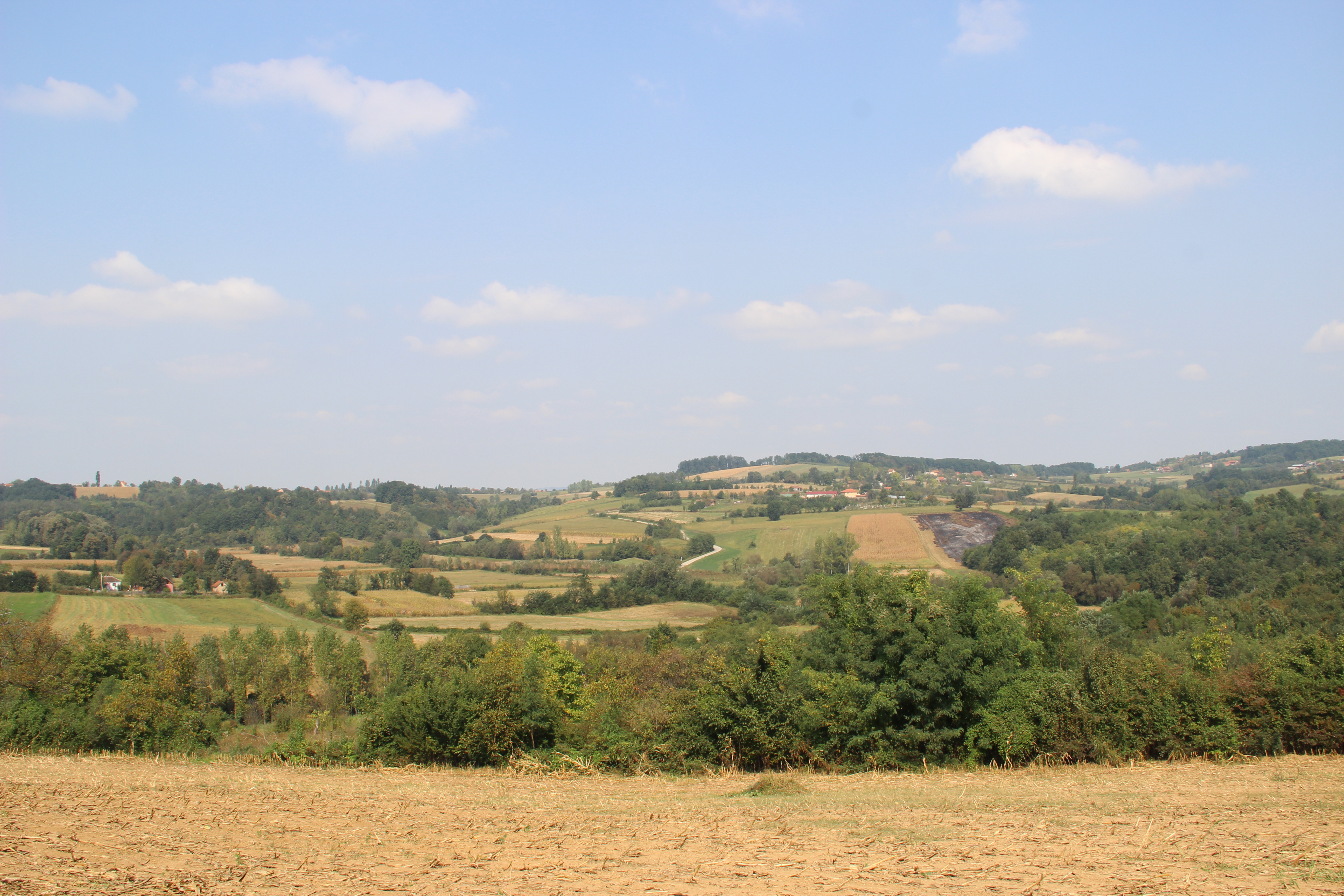
Rajkovic - panorama
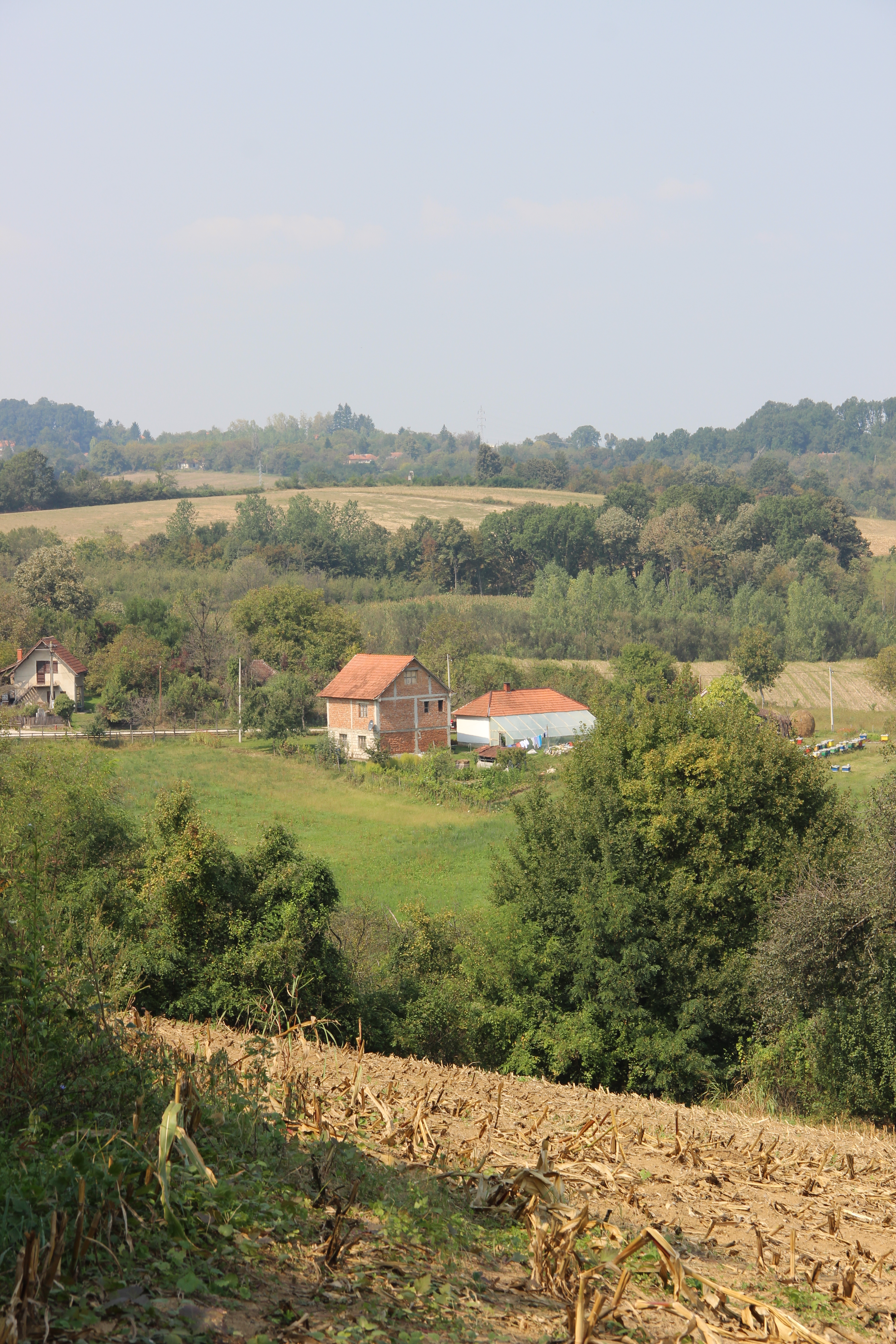
Rajkovic - panorama

## Demografia
| 1948 | 1953 | 1961 | 1971 | 1981 | 1991 | 2002 | 2011 |
| ---- | ---- | ---- | ---- | ---- | ---- | ---- | ---- |
| 747  | 735  | 694  | 599  | 508  | 429  | 350  | 301  |